# Protolira
Protolira is een geslacht van weekdieren uit de klasse van de Gastropoda (slakken).

## Soorten
- Protolira thorvaldssoni Warén, 1996
- Protolira valvatoides Warén & Bouchet, 1993